# Comics Code Authority
La Comics Code Authority (CCA) es va formar l'any 1954 per la Comics Magazine Association of America com una alternativa a la regulació governamental. La CCA va permetre a les editorials de còmics autorregular el contingut dels còmics als Estats Units. El codi era voluntari; no hi havia cap llei que obligués el seu ús, tot i que alguns anunciants i minoristes ho van buscar per tranquil·litat. Alguns editors, com Dell, Western i Classics Illustrated, mai el van utilitzar. El seu codi, anomenat comunament "the Comics Code", va durar fins a principis del segle XXI. La formació del CC va seguir un pànic moral centrat al voltant d'una sèrie d'audiències al Senat i la publicació del llibre Seduction of the Innocent del psiquiatre Fredric Wertham
Els membres van enviar còmics a la CCA, que els va examinar per complir amb el seu codi, i després van autoritzar l'ús del seu segell a la portada si es va comprovar que el llibre complia. En el punt àlgid de la seva influència, va ser un censor de facto per a tota la indústria del còmic dels Estats Units.
A principis dels anys 2000, els editors van passar per alt el CCA i Marvel Comics el va abandonar el 2001. L'any 2010, només tres grans editors encara s'hi adhereixen: DC Comics, Archie Comics i Bongo Comics. Bongo va trencar amb la CCA el 2010. DC i Archie la van seguir el gener de 2011, fent que el codi desaparegués completament.

## Fundador
La Comics Magazine Association of America (CMAA) es va formar el setembre de 1954 en resposta a una preocupació pública generalitzada per la violència gràfica i les imatges de terror als còmics. Va nomenar el magistrat de Nova York Charles F. Murphy (1920-1992), especialista en delinqüència juvenil, per dirigir l'organització i idear un "codi d'ètica i estàndards" d'autocontrol per a la indústria. Va establir la Comics Code Authority (CCA), basant el seu codi en el codi en gran part no aplicat redactat per l'Associació d'Editors de Revistes de Còmics el 1948, que al seu torn s'havia modelat vagament després del Codi de producció de Hollywood de 1940, també conegut com el "Codi Hays". Aquest codi prohibia les representacions gràfiques de violència i gore en còmics de delinqüència i terror, així com les insinuacions sexuals del que els aficionats anomenen " art de la bona noia ". El llibre de 1954 de Fredric Wertham Seduction of the Innocent havia reunit l'oposició a aquest tipus de material als còmics, argumentant que era perjudicial per als nens que constituïen un gran segment de l'audiència del còmic. Les audiències del Subcomitè del Senat sobre la delinqüència juvenil de l'abril de 1954, que es van centrar específicament en els còmics, van tenir molts editors preocupats per la regulació governamental, cosa que els va impulsar a formar un organisme d'autoregulació. 
Abans de l'adopció del CCA, algunes ciutats ja havien organitzat cremades públiques i prohibicions dels còmics. Els ajuntaments d'Oklahoma City, Oklahoma, i Houston, Texas, van aprovar ordenances que prohibien els còmics de crims i els còmics de terror, tot i que un intent del comtat de Los Angeles, Califòrnia, va ser considerat inconstitucional pels tribunals.
En la seva introducció a Archie Americana Series Best of the Fifties, l'editor Victor Gorelick va recordar el codi i va escriure: "La meva primera tasca, com a nou assistent d'art, va ser treure els escots i aixecar les bruses de tall baix a Katy Keene". També va escriure sobre l'artista d'Archie, Harry Lucey, que "La seva narració de vegades suggeridora, i era una de les millors, gairebé li va costar la feina. Quan van arribar les seves històries a llapis, els personatges anaven vestits en una sola pàgina. El entintador, una dona de nom Terry Szenics, els havia de vestir a les pàgines restants".
Tot i que la CCA no tenia control oficial sobre les editorials de còmics, la majoria de distribuïdors es van negar a portar còmics que no portaven el segell. No obstant això, dues grans editorials de còmics, Dell Comics i Gold Key Comics, no van mostrar el segell, perquè la seva producció estava subjecta a una autoritat superior: els seus llicenciants que incloïen Walt Disney i els productors de molts programes de televisió dirigits a nens.

### Crítica i aplicació
Alguns editors van prosperar sota aquestes restriccions, mentre que d'altres es van adaptar cancel·lant títols i centrant-se en el contingut aprovat pel codi; encara d'altres van fer fallida. A la pràctica, l'efecte negatiu de no tenir l'aprovació de la CCA va ser la manca de distribució per part dels majoristes de còmics, que, com va observar un historiador, "van servir com a braç d'execució de l'Autoritat del Codi del Còmic en acceptar gestionar només aquells còmics amb el segell. "
Wertham va rebutjar el codi com una mitja mesura inadequada. L'analista de còmics Scott McCloud, per la seva banda, va comentar més tard que era com si, en l'elaboració del codi, "la llista de requisits que necessita una pel·lícula per rebre una qualificació G s'hagués duplicat i no hi hagués altres valoracions acceptables!"

### "Dia de judici"
En un primer enfrontament entre un editor de còmics i les autoritats del codi, William Gaines d'EC Comics va reimprimir la història "Judgment Day", del precodi Weird Fantasy número 18 (abril de 1953), a Incredible Science Fiction número 33 (febrer). 1956). La reimpressió va ser un reemplaçament de la història rebutjada pel Codi "Un ull per un ull", dibuixada per Angelo Torres, tot i que "Dia del judici" també es va oposar perquè el personatge central era negre. La història, de l'escriptor Al Feldstein i l'artista Joe Orlando, era una al·legoria contra els prejudicis racials, un punt que necessàriament quedava anul·lat si el personatge principal no era negre. Després d'una ordre del jutge administrador de codi Charles Murphy de canviar el panell final, que representava un astronauta negre, Gaines es va involucrar en una acalorada disputa amb Murphy. Va amenaçar d'informar la premsa de l'objecció de Murphy a la història si no donaven al problema el segell del codi, fet que va fer que Murphy revertiés la seva decisió inicial i permetés que la història s'executés. Poc després, però, enfrontant-se a les severes restriccions imposades als seus còmics per part del CCA, i amb la caiguda dels seus títols "New Direction", Gaines va deixar l'edició de còmics per concentrar-se en Mad.

## 1954 criteris de Codi
A continuació es mostra el codi complet tal com estava l'any 1954:

- Els delictes mai s'han de presentar de manera que creï simpatia pel delinqüent, promogui la desconfiança de les forces de la llei i la justícia, o que inspiri als altres el desig d'imitar els delinqüents.
- Si es representa el crim, serà com una activitat sòrdida i desagradable. Els policies, els jutges, els funcionaris governamentals i les institucions respectades mai s'han de presentar de manera que creï una falta de respecte a l'autoritat establerta.
- Els delinqüents no es presentaran de manera que es facin glamurosos o per ocupar una posició que creï un desig d'emulació.
- En tot cas, el bé triomfarà sobre el mal i el criminal castigat per les seves feines.
- Es prohibeixen les escenes de violència excessiva. S'eliminaran les escenes de tortures brutals, ganivets excessius i innecessaris i pistoles, agonia física, crim cruent i espantós.
- Cap revista de còmics pot utilitzar les paraules "horror" o "terror" al seu títol. No es permetran totes les escenes d'horror, vessament excessiu de sang, crims sagnants o horripilants, depravació, luxúria, sadisme, masoquisme.
- S'eliminaran totes les il·lustracions horripilants, desagradables i horripilants. La inclusió d'històries que tracten sobre el mal s'utilitzarà o es publicarà només quan la intenció sigui il·lustrar una qüestió moral i en cap cas s'ha de presentar el mal de manera seductora, ni per lesionar la sensibilitat del lector.
- Es prohibeixen les escenes que tracten o els instruments associats amb morts caminants, tortura, vampirs i vampirisme, fantasmes, canibalisme i homes llop. Es prohibeix la blasfèmia, l'obscenitat, l'obscenitat, la vulgaritat o les paraules o símbols que hagin adquirit significats no desitjats.
- Es prohibeix la nuesa en qualsevol forma, així com l'exposició indecent o indeguda.
- La il·lustració suggestiva i salaç o la postura suggeridora és inacceptable.
- Les dones s'han de dibuixar de manera realista sense exagerar les qualitats físiques.
- Les relacions sexuals il·lícites no s'han d'insinuar ni retratar. Les escenes de violació, així com les anomalies sexuals, són inacceptables. La seducció i la violació no es mostraran ni suggeriran mai.
- La perversió sexual o qualsevol inferència al mateix està estrictament prohibida.
- En la publicitat de cap producte no es permetrà la nuesa amb finalitats meritòries i postures salaces; Les figures vestides no es presentaran mai de manera que siguin ofensives o contràries al bon gust o a la moral.

## 1960s–1970s

### "Wolfman" i crèdits
El nom de l'escriptor Marv Wolfman va ser breument un punt de discussió entre DC Comics i el CCA. A l'antologia de misteri sobrenatural House of Secrets número 83 (gener de 1970), l'amfitrió del llibre presenta la història "The Stuff that Dreams are Made of" com una que li va explicar "un home llop errant". (Les lletres de còmics amb totes les majúscules no feien distinció entre "home llop" i "home llop".) La CCA va rebutjar la història i va marcar la referència "home llop" com una violació. El seu també escriptor Gerry Conway va explicar a la CCA que l'autor de la història es deia de fet Wolfman, i va preguntar si encara estaria en violació si això s'indicava clarament. El CCA va acceptar que no seria així, sempre que Wolfman rebés el crèdit d'un escriptor a la primera pàgina de la història; això va fer que DC comencés a acreditar els creadors a les seves antologies de misteri sobrenaturals.

### Actualitzant el Codi
El Codi va ser revisat diverses vegades durant l'any 1971, inicialment el 28 de gener de 1971, per permetre, entre altres coses, la "representació simpàtica de la conducta criminal... [i] la corrupció entre els funcionaris públics" ("sempre que es presenta com a excepcional i el culpable és castigat", a més de permetre algunes activitats delictives per matar agents de l'ordre i la "suggerència però no representació de seducció". Es va eliminar la clàusula "la postura suggeridora és inacceptable". "vampirs, fantasmes i homes llop... quan es tracten amb la tradició clàssica com Frankenstein, Dràcula i altres obres literàries d'alt calibre escrites per Edgar Allan Poe, Saki, Conan Doyle i altres autors respectats les obres dels quals es llegeixen a escoles de tot el món". Els zombis, que no tenien els antecedents "literaris" necessaris, van romandre tabú. Per evitar aquesta restricció, Marvel a mitjans dels anys setanta va anomenar "zuve" als seguidors aparentment morts i controlats per la ment de diversos supervillans haitians". Aquesta pràctica es va traslladar a la línia de superherois de Marvel: a The Avengers, quan el superheroi reanimat Wonder Man torna d'entre els morts, se'l coneix com un "zuvembie".
Al voltant d'aquesta època, el Departament de Salut i Serveis Humans dels Estats Units es va acostar a l'editor en cap de Marvel Comics, Stan Lee, per fer una història sobre l'abús de drogues. Lee va estar d'acord i va escriure una història de l'home aranya en tres parts, mostrant el consum de drogues com a perillós i poc glamurós. Tot i que el Codi no prohibeix específicament la representació de drogues, una clàusula general prohibia "Tots els elements o tècniques que no s'esmenten específicament aquí, però que són contraris a l'esperit i la intenció del codi, i es consideren violacions del bon gust o la decència". La CCA havia aprovat almenys una història anterior sobre drogues, l'estrena de Deadman in Strange Adventures núm. 205 (octubre de 1967), que representava clarament el personatge principal lluitant contra els contrabandistes d'opi. Tanmateix, l'administrador del codi Leonard Darvin "estava malalt" en el moment de la història de Spider-Man, i l'administrador en funcions John L. Goldwater (editor d'Archie Comics) es va negar a concedir l'aprovació del codi a causa de la representació de narcòtics que s'utilitzaven, independentment del context, mentre que la història de Deadman només havia representat una transacció comercial a l'engròs.

Confiat que la sol·licitud original del govern li donaria credibilitat, i amb l'aprovació del seu editor Martin Goodman, Lee va dirigir la història a The Amazing Spider-Man num. 96–98 (maig-juliol de 1971), sense l'aprovació de la CCA. La història va ser ben rebuda i l'argument de la CCA per denegar l'aprovació es va considerar contraproduent. "Aquest va ser l'únic gran problema que vam tenir" amb el Codi, va recordar Lee en una entrevista de 1998:
| «           | els podia entendre; eren com advocats, persones que es prenen les coses literalment i tècnicament. El Codi deia que no calia esmentar les drogues i, segons les seves normes, tenien raó. Aleshores ni tan sols em vaig enfadar amb ells. Vaig dir: "Feu-ho" i vaig treure el segell del codi per a aquests tres problemes. Després vam tornar al Codi de nou. Mai vaig pensar en el Codi quan estava escrivint una història, perquè bàsicament mai vaig voler fer res que em cregués massa violent o massa sexy. Jo era conscient que els joves estaven llegint aquests llibres, i si no hi hagués un Codi, no crec que hauria fet les històries d'una altra manera. | » |
| — Stan Lee, | |   |

Lee i Marvel van rebre crítiques del cap de DC Carmine Infantino "per desafiar el codi", afirmant que DC no "farà cap història de drogues tret que es canviï el codi". Tanmateix, com a resultat de la publicitat al voltant de la sanció de la història per part del Departament de Salut, Educació i Benestar, la CCA va revisar el Codi per permetre la representació de "narcòtics o addicció a les drogues" si es presenta "com un hàbit viciós". El mateix DC va abordar el tema al Green Lantern/Green Arrow núm. 85 aprovat pel codi (setembre de 1971), amb l'escriptor Dennis O'Neil i l'artista Neal Adams començant un arc de la història que implicava el company adolescent de Green Arrow, Speedy, com a addicte a l'heroïna. Una línia de portada deia: "DC ataca el problema més gran dels joves... les drogues!"

## 1980s–present
El 2001, el CCA va rebutjar un número de la sèrie X-Force de Marvel Comics, exigint que es fessin canvis. En canvi, Marvel va deixar d'enviar els seus còmics al CCA.
El 2010, Bongo Comics va deixar d'utilitzar el Codi sense cap anunci sobre el seu abandonament.
La CMAA, en algun moment de la dècada del 2000, va ser gestionada per l'empresa de gestió d'organitzacions comercials The Kellen Company, que va deixar la seva participació el 2009. El 2010, algunes editorials, entre elles Archie, van posar el segell als seus còmics sense presentar-los al CMAA. El president d'Archie Comics, Mike Pellerito, va afirmar que el codi no va afectar la seva empresa com ho va fer amb altres, ja que "no estem a punt de començar a 
El 20 de gener de 2011, DC Comics va anunciar que deixaria de participar, adoptant un sistema de classificació similar al de Marvel. L'empresa va assenyalar que va presentar còmics per a l'aprovació fins al desembre de 2010, però no va dir a qui es van presentar. Un dia més tard, Archie Comics, l'únic altre editor que encara participava en el Codi, va anunciar que també l'estava descontinuant, fent que el Codi desaparegués.
El 29 de setembre de 2011, el Comic Book Legal Defense Fund va anunciar que adquiriria els drets de propietat intel·lectual del segell del Comics Code de la desapareguda CMAA.
En 29 de setembre de 2011, el Llibre de Còmic Fons de Defensa Legal va anunciar que adquiriria els drets de propietat intel·lectuals als Còmics Codifiquen foca des del difunt CMAA.
El segell Comics Code es pot veure a l'inici de la pel·lícula de superherois del 2018 Spider-Man: Un nou univers com a part dels logotips de producció.
El maig de 2021, Binge Books va anunciar que havia utilitzat el segell al còmic One-Shot Heroes Union, produït per Roger Stern, Ron Frenz i Sal Buscema.